# Ældste stenalder
Ældste stenalder er en del af jægerstenalderen. Ældste stenalder kaldes også palæolitikum, palæolitisk tid eller oldstenalderen. I Danmark fra ca. 12.800 f.Kr. – 8.900 f.Kr.. Internationalt går den fra omkring 2,5-2,6 millioner år f.Kr. (de ældste forarbejdede stenredskaber fra Gona) til ca. 10.000 f.Kr.

## Ældste stenalder i Danmark
I Danmark dækker Ældste stenalder perioden efter sidste istid (Weichsel-istiden), hvor isen havde trukket sig tilbage, men landet stadig var dækket af tundra (eller parktundra). Den kaldes også senglacial (= sidste del af istiden) eller rensdyrtid.
Den første periode efter isens tilbagetrækning, Ældste dryas, regnes ikke altid som en del af Ældste stenalder. I den var vegetationen i Danmark meget sparsom – som man kender den i dag fra gletsjer-randområder på Island. Dette vegetationsfattige landskab betegnes som højarktisk tundra, men den sparsomme vegetation til trods indfinder rensdyr (og en række andre istidsdyr) sig i Danmark. (Dryas er det latinske navn på planten rypelyng der var almindelig og stadig er almindelig i tundra- og fjeld-områder). Da store mængder havvand fortsat var bundet i isen, var Danmark et stort sammenhængende landområde, og Sjælland var landfast med Sverige og Tyskland, og Jylland var landfast med England.
I ældste dryas ser vi de første tegn på mennesker i Danmark efter istiden. Som med menneskene i Eem-mellemistiden tog de ikke fast boplads i Danmark, men der var uden tvivl tale om mennesker af arten Homo sapiens. De var rensdyrjægere og hørte til Hamburgkulturen. Hermed begyndte den ældste del af Danmarks forhistorie kaldet Jægerstenalderen.
I Bøllingtiden finder vi flere spor af mennesker i Danmark, men de var stadig rensdyrjægere, som formodes at have haft deres vinter-bopladser syd for Danmark. Også i Bøllingtiden er der tale om Hamburgkulturen. Bøllingtid var mildere med parktundra, men ikke mild eller langvarig nok til, at vi finder spor af fastboende mennesker i Danmark.
Først i den sidste milde periode, Allerødtiden, finder man faste bopladser i Danmark fra Brommekulturen, der også var rensdyrjægere, men tillige jagede en række andre dyr som elg og irsk kæmpehjort. Bopladserne var dog ikke mere faste, end at de hurtigt kunne flyttes, når der var behov for det.

Tidsnavigation Danmark:
| Geologisk periode:       | ← Kvartær          | ← Kvartær          | ← Kvartær          | ← Kvartær          | ← Kvartær                                         | ← Kvartær                                         | ← Kvartær                                         | ← Kvartær                                         | ← Kvartær                                         |
| Subepoke/epoke:          | ← Sen Pleistocæn   | ← Sen Pleistocæn   | ← Sen Pleistocæn   | ← Sen Pleistocæn   | Holocæn →                                         | Holocæn →                                         | Holocæn →                                         | Holocæn →                                         | Holocæn →                                         |
| Istid:                   | Sen Weichsel-istid | Sen Weichsel-istid | Sen Weichsel-istid | Sen Weichsel-istid | Flandern-mellemistid (den aktuelle mellemistid) → | Flandern-mellemistid (den aktuelle mellemistid) → | Flandern-mellemistid (den aktuelle mellemistid) → | Flandern-mellemistid (den aktuelle mellemistid) → | Flandern-mellemistid (den aktuelle mellemistid) → |
| Kronozone:               | Ældste dryas       | Bøllingtid         | Allerødtid         | Yngre dryas        | Præboreal tid                                     | Boreal tid                                        | Atlantisk tid                                     | Subboreal tid                                     | Subboreal tid                                     |
| Kulturhistorisk periode: |                    | Jægerstenalder     | Jægerstenalder     | Jægerstenalder     | Jægerstenalder                                    | Jægerstenalder                                    | Jægerstenalder                                    | Bondestenalder                                    | Bronzealder                                       |
| Kulturhistorisk periode: | Ældste stenalder   | Ældste stenalder   | Ældste stenalder   | Ældre stenalder    | Ældre stenalder                                   | Ældre stenalder                                   | Yngre stenalder                                   |                                                   | Bronzealder                                       |